# Kalervo Kummola
Kalervo Kummola je finský hokejový funkcionář, v letech 2016 až 2020 viceprezident mezinárodní hokejové federace (zkráceně IIHF). Působil také jako poslanec finského parlamentu, kde v letech 1999 až 2003 zastupoval liberálně konzervativní Stranu národní koalice.

## Hokejová a politická kariéra
Kalervo Kummola se narodil 21. listopadu 1945. Od roku 1998 působí jako člen Rady IIHF. V letech 1975 až 1987 pracoval Kummola jako výkonný ředitel finské hokejové ligy. Od roku 1975 byl členem představenstva Finského hokejového svazu, v roce 1990 byl zvolen viceprezidentem a v roce 1997 prezidentem, kterým byl téměř dvě desetiletí až do ledna 2016.
Kummola hrál hokej jako brankář v klubech nižší soutěže v rodném Turku, než ve svých 21 letech přijal první práci předsedy klubu. Ve 23 letech Kummola převzal funkci prezidenta klubu Kiekko-67 v nejvyšší finské hokejové lize, a stal se tak nejmladším prezidentem hokejového klubu ve Finsku. Od roku 1982 do roku 1998 byl členem sportovního výboru IIHF a od roku 1976 působil jako finský delegát na kongresech IIHF. Je předsedou komisí IIHF pro strukturu mistrovství, komisí pro nabídky na mistrovství a disciplinární komise. V roce 1999 se Kummola stal poslancem finského parlamentu, kterým byl do roku 2003.
Kummola působil 15 let v městské radě Tampere a jedno volební období jako poslanec za koaliční stranu.

## Ocenění
V dubnu 2016 byl Kummola vyznamenán Velkým křížem za zásluhy o kulturu a sport ve Finsku.
V lednu 2019 byl oceněn při předávání finských sportovních cen za celoživotní přínos finskému lednímu hokeji.